# Unbeatable Banzuke
Unbeatable Banzuke (筋肉番付?, Kinniku Banzuke) è una trasmissione giapponese in onda a cadenza settimanale e trasmesso in versione originale dal 1995 al 2002. La trasmissione è stata diffusa anche in Italia sul canale GXT.
Lo spettacolo comprende una ventina di sfide ardue da superare. Il vincitore della sfida viene "inserito" nell'albo dei campioni legato a quella sfida, chiamato proprio "Banzuke".

## Sfide da superare
- Hand Walk, Hand Walk II & Hand Walk III: i concorrenti devono superare gli ostacoli in equilibrio sulle mani;
- Daruma 7, Daruma 7 Ace & Super Daruma: i concorrenti devono colpire dei mattoni tenendo in equilibrio un Daruma;
- Like a Pierrot, Like a Pierrot II, Like a Pierrot III, Like a Pierrot IV, Like a Pierrot V & Like a Pierrot Ghost: i concorrenti devono superare gli ostacoli su un monociclo;
- Kangaroo: i concorrenti devono superare gli ostacoli su un pogo stick;
- Neko De Drive: i concorrenti devono superare gli ostacoli tenendo in equilibrio il compagno su una carriola (in coppia);
- Strong Mama: i concorrenti devono superare gli ostacoli che hanno come tema le faccende domestiche (riservato alle donne);
- Skeboarder (o Skateboarder): i concorrenti devono superare gli ostacoli su di uno skate;
- Super Rider, Super Rider II & Super Rider III: i concorrenti devono superare gli ostacoli su una bicicletta;
- Giant Ball: i concorrenti devono superare gli ostacoli restando in equilibrio su di una palla;
- Banzai 90: consistente nell'aggrapparsi a 4 cilindri entro 90 secondi e rimanere aggrappati per almeno 10 secondi (squadre di 6 componenti);
- Seesaw 60: consistente nel trasportare un peso rimanendo in equilibrio su di un'altalena entro 60 secondi (in coppia);
- Extra Kendama: in cui bisogna completare entro il tempo limite un Kendama formato gigante;
- Sponge Bridge, Sponge Bridge II & Sponge Bridge III: i concorrenti devono superare un percorso composto da blocchi di polistirolo senza cadere;
- Athletic Love: in cui bisogna raggiungere una piattaforma passando per 2 ponti traballanti senza cadere (in coppia);
- Trampoline: in cui bisogna saltare su un tappeto elastico e rimanere in equilibrio su dei blocchi instabili;
- Untouchable: torneo di 4 giocatori composto da combattimenti 1 contro 1, ogni giocatore ha 3 testimoni sul proprio corpo. L'obiettivo è cercare di strappare due dei tre testimoni al proprio avversario (uno contro uno);
- Spider Walk: i concorrenti devono superare un percorso tenendosi su dei muri come un ragno;
- Nakama: i concorrenti devono superare degli ostacoli legato al tuo compagno (in coppia);
- Super Helico in cui bisogna radiocomandare un elicottero e fargli superare degli ostacoli;
- Bamboo Derby, Bamboo Derby II & Bamboo Derby III: i concorrenti devono superare degli ostacoli su dei trampoli;
- Ottoto 9 i concorrenti devono superare degli ostacoli tenendo in equilibrio su indice e medio un'asta;
- Quick Muscle: consistente nella sfida fra 2 concorrenti nel fare il maggior numero di flessioni in 3 minuti (uno contro uno);
- Muscle Gym: una sfida di tre minuti composta da tre prove: addominali, dorsali, flessioni. L'obiettivo è sconfiggere il proprio avversario a chi ne fa di più (uno contro uno);
- Amazing Road: in cui bisogna superare una trave mentre delle pale ruotano.